# Břetislav Pojar
Břetislav Pojar (Sušice, Txecoslovàquia, 7 d'octubre de 1923 - Praga, República Txeca, 12 d'octubre de 2012) va ser un titellaire, animador i director cinematogràfic txec. Al llarg de la seva trajectòria va utilitzar diferents tècniques d'animació i va abordar diversos gèneres, des de les pel·lícules infantils fins a les rondalles polítiques. Va ser conegut sobretot per les seves pel·lícules d'animació amb titelles, en la línia del seu mentor, Jiří Trnka.

## Biografia
Als dinou anys es va traslladar a Praga per fer estudis d'arquitectura. Va entrar en els estudis AFIT, creats a instàncies dels ocupants alemanys per competir amb les produccions de Walt Disney. Quan l'estudi es va tancar, poc després, va fundar, al costat d'altres antics treballadors, Bratři v triku. El 1947 va iniciar la seva col·laboració amb el gran mestre txec de les pel·lícules d'animació de titelles Jiří Trnka. A Pojar es deu l'animació de moltes de les pel·lícules de Trnka, incloent, per exemple, El rossinyol i l'emperador de la Xina, El somni d'una nit d'estiu i Velles llegendes txeques.
El 1952 va començar a dirigir les seves pròpies pel·lícules, encara que continuaria col·laborant amb Trnka. La seva primera pel·lícula d'importància va ser O sklenicku vic ("Un got és massa"), un film de propaganda Antialcohòlica que va aconseguir però excel·lents resultats artístics. Van seguir Lev a pisnicka ("El lleó i la cançó", 1959), que va aconseguir un gran èxit al festival de cinema d'animació d'Annecy, i Bombománie ("Bombomanía"), en la qual aborda el tema de la guerra nuclear.
Durant la primera meitat dels anys seixanta, va continuar treballant a Txecoslovàquia, amb pel·lícules com biliar ("Billars", 1961), Uvodni Slovo pronese ("Discurs d'inauguració", 1962) i Romanç (1963). A mitjans de la dècada va emigrar al Canadà, on va començar una dilatada col·laboració amb el National Film Board. La seva obra canadenca és més coneguda, i gràcies a ella ha obtingut nombrosos guardons en prestigiosos festivals de cinema.
Gran part de la seva obra a Canadà es va caracteritzar per la crítica social, com To See or Not To See (1969), Balablok (1972) i E (1981). Les seves pel·lícules van ser sovint completament mudes, o amb molt escasses línies de diàleg.
Al final de la seva carrera, Pojar tornar a la República Txeca, on va dirigir, juntament amb Aurel Klimt, la reeixida pel·lícula Fimfárum 2 (2006), basada en contes de Jan Werich.

## Premis
- 1969 (?)-Pel·lícula Canadenca de l'Any: To See or Not To See.
- 1969 (?) - Festival Internacional de Cinema de Berlín: Premi al Millor Curtmetratge per To See or Not To See.
- 1972 - Festival de Cannes: Palma d'Or al millor curtmetratge per Balablok.
- 1979 - Festival de Cannes: Premi del Jurat al Millor Curtmetratge per Bum.
- 1981 - Festival Internacional de Cinema de Berlín: Pel·lícula Canadenca de l'Any: Otto Dibelius Premi New Media per I.
- 1987 - World Animation Celebration: L.A. Film Critic s Award per Nightangel.
- 2006 - AniFest (República Txeca): Premi al Millor Llargmetratge per Fimfárum 2.